# Sonia Bompastor
Sonia Bompastor, née le 8 juin 1980 à Blois, est une footballeuse internationale française, ayant évolué aux postes d'arrière gauche et de milieu défensif entre 2000 et 2013. Après avoir intégré l'encadrement technique de l'Olympique lyonnais féminin en 2014, elle est nommée entraîneuse de l'équipe en avril 2021.
En 2022, elle devient la première femme à remporter la Ligue des champions féminine en tant que joueuse puis en tant qu'entraîneuse.

## Biographie

### En club
Sonia Bompastor est née à Blois, de parents originaires de Póvoa de Varzim (Portugal). Elle commence le football à l'âge de huit ans notamment grâce à son père qui est arbitre. Elle joue ainsi à l'US Mer, l'US Thoury puis au Tours EC. En 1998, elle intègre Clairefontaine mais reste licenciée à Tours.
En 2000, elle rejoint le club La Roche ESOF où elle découvre l'élite pendant deux ans. En 2002, elle rejoint le Montpellier Hérault SC où elle gagne deux championnats de France et un challenge de France. En 2006, elle rejoint l'Olympique lyonnais et gagne trois titres de championne et un challenge de France.

Bompastor sous le maillot de Washington Freedom en 2009.

Le 24 septembre 2008, elle est sélectionnée au deuxième tour de la draft inaugurale de la nouvelle ligue professionnelle américaine la Women's Professional Soccer par le Washington Freedom . Pour sa première saison, elle s'impose rapidement, s'attirant les louanges de ses coéquipières. Elle termine meilleure passeuse du championnat. Elle fait logiquement partie de l'équipe-type appelée à disputer le WPS All Star 2009 face à l'équipe suédoise d'Umeå IK même si elle ne joue pas le match puisqu'elle dispute l'Euro 2009. Elle est nommée pour le titre de meilleure joueuse de l'année de la WPS.
Pendant la trêve de la WPS, Bompastor est prêtée en septembre 2009 pendant six mois au Paris Saint Germain en compagnie de Camille Abily,.
Après son prêt au Paris SG, Sonia Bompastor retourne aux États-Unis en avril 2010 pour y jouer la saison 2010 avec le Washington Freedom. Au cours des 22 matchs joués, elle accumule 2 buts et 5 passes décisives. Son rôle est davantage celui d'un milieu défensif. Le 30 septembre 2010, la franchise annonce qu'elle honore la requête de Sonia Bompastor de vouloir retourner en France et ce malgré une troisième année en option de son contrat professionnel. Sonia Bompastor quitte donc les États-Unis et retourne à l'Olympique Lyonnais.
En 2012, avec son club de l'Olympique Lyonnais, elle réalise un triplé historique : Championnat de France, Coupe de France et Ligue des champions. En novembre 2012, elle marque sur penalty le but de la victoire contre Kobe en finale de la Mobcast Cup, très officieuse coupe du monde des clubs.  
Le 7 juin 2013, elle annonce qu'elle prendra sa retraite à la suite de la finale de coupe de France, le 9 juin, contre Saint-Étienne. À 33 ans, elle arrête sa carrière sur un 15e titre en remportant la finale de la coupe 2013.

### En sélection
Elle connaît sa première sélection en équipe de France le 26 février 2000, contre l'Écosse. Elle participe aux championnats d'Europe 2001, 2005 et 2009 ainsi qu'aux coupes du monde 2003 et 2011. Sa centième sélection a lieu le 27 septembre 2008 lors d'un match face à l'Islande comptant pour les éliminatoires du Championnat d'Europe de football féminin 2009. Elle devient ainsi la sixième « centenaire » de l'équipe de France féminine, après Hoda Lattaf, Sandrine Soubeyrand, Marinette Pichon, Corinne Diacre et Stéphanie Mugneret-Béghé.
Le 13 juillet 2011, en demi-finale de la Coupe du monde de football en Allemagne, elle marque le seul but pour la France face aux États-Unis.
Après les Jeux olympiques de 2012, elle n'est plus retenue en équipe de France.

### Entraîneure

#### Olympique lyonnais
À sa retraite sportive, elle intègre le staff technique de l'Olympique lyonnais autour de Patrice Lair.
En juillet 2013, elle commente sur W9 les matchs de l'Euro 2013 féminin en Suède.
Le 25 janvier 2015, elle annonce, dans une interview au journal L’Équipe, qu'elle attend un enfant pour le mois de juin. Son premier enfant, une fille naît le 15 juin 2015. Elle accueille des jumeaux en 2017. 
Le 24 mai 2018, elle commente au côté de Christian Jeanpierre sur TFX, la finale de la Ligue des champions féminine.
Le 27 avril 2021, à la suite du licenciement de Jean-Luc Vasseur, elle devient entraîneuse principale de son ancien club, l'Olympique lyonnais féminin. Elle est la première femme à occuper ce poste. La mission de Sonia Bompastor est alors de relancer l'équipe féminine qui vient de connaître un coup d'arrêt en ne remportant aucun trophée lors de la saison 2020-2021. 
Malgré une attaque moins prolifique en championnat, Sonia Bompastor parvient à insuffler une nouvelle dynamique à l'équipe lyonnaise, en intégrant notamment des jeunes joueuses comme Selma Bacha et Melvine Malard qui deviennent toutes les deux des titulaires incontournables.
Le 21 mai 2022, elle remporte la Ligue des champions 2021-2022, devenant ainsi la première femme à remporter la Ligue des champions en tant que joueuse puis en tant qu'entraîneuse.

#### Chelsea
Elle signe chez Chelsea Football Club Women pour être leur entraîneure principale en 2024.

### Vie privée
En 2025, elle et Camille Abily révèlent être en couple depuis treize ans.

## Statistiques

### En club
| Saison                | Club                       | Championnat           | Championnat | Championnat | Coupe(s) nationale(s) | Coupe(s) nationale(s) | Compétition(s) continentale(s) | Compétition(s) continentale(s) | Compétition(s) continentale(s) | Mobcast Cup | Mobcast Cup | Play-offs | Play-offs | Total | Total |
| Saison                | Club                       | Division              | M.          | B.          | M.                    | B.                    | Comp.                          | M.                             | B.                             | M.          | B.          | M.        | B.        | M.    | B.    |
| 2000-2001             | La Roche ESOF              | Division 1            |             |             | -                     | -                     | -                              | -                              | -                              | -           | -           | 3         | 0         | 3     | 0     |
| 2001-2002             | La Roche ESOF              | Division 1            | 6+          | 7           |                       |                       | -                              | -                              | -                              | -           | -           | -         | -         | 6     | 7     |
| Sous-total            | Sous-total                 | Sous-total            | 6           | 7           |                       |                       | -                              | -                              | -                              | -           | -           | 3         | 0         | 9     | 7     |
| 2002-2003             | Montpellier HSC            | Division 1            | 7+          | 12          | 1+                    | 0                     | -                              | -                              | -                              | -           | -           | 2         | 1         | 10    | 13    |
| 2003-2004             | Montpellier HSC            | Division 1            | 22          | 7           |                       |                       | -                              | -                              | -                              | -           | -           | 3         | 1         | 25    | 8     |
| 2004-2005             | Montpellier HSC            | Division 1            | 18          | 5           | 1+                    | 2                     | C1                             | 6                              | 2                              | -           | -           | -         | -         | 25    | 9     |
| 2005-2006             | Montpellier HSC            | Division 1            | 21          | 12          | 2+                    | 2                     | C1                             | 9                              | 2                              | -           | -           | -         | -         | 32    | 16    |
| Sous-total            | Sous-total                 | Sous-total            | 68          | 36          | 4                     | 4                     | -                              | 15                             | 4                              | -           | -           | 5         | 2         | 92    | 46    |
| 2006-2007             | Olympique lyonnais         | Division 1            | 20          | 9           | 3+                    | 5                     | -                              | -                              | -                              | -           | -           | -         | -         | 23    | 14    |
| 2007-2008             | Olympique lyonnais         | Division 1            | 21          | 5           | 5                     | 3                     | C1                             | 9                              | 2                              | -           | -           | -         | -         | 35    | 10    |
| 2008-2009             | Olympique lyonnais         | Division 1            | 13          | 1           | -                     | -                     | C1                             | 5                              | 1                              | -           | -           | -         | -         | 18    | 2     |
| Sous-total            | Sous-total                 | Sous-total            | 54          | 15          | 8                     | 8                     | -                              | 14                             | 3                              | -           | -           | -         | -         | 76    | 26    |
| 2009                  | Washington Freedom         | WPS                   | 19          | 4           | -                     | -                     | -                              | -                              | -                              | -           | -           | -         | -         | 19    | 4     |
| 2009-2010             | Paris Saint-Germain (prêt) | Division 1            | 13          | 10          | -                     | -                     | -                              | -                              | -                              | -           | -           | -         | -         | 13    | 10    |
| Sous-total            | Sous-total                 | Sous-total            | 13          | 10          | -                     | -                     | -                              | -                              | -                              | -           | -           | -         | -         | 13    | 10    |
| 2010                  | Washington Freedom         | WPS                   | 22          | 2           | -                     | -                     | -                              | -                              | -                              | -           | -           | 1         | 0         | 23    | 2     |
| Sous-total            | Sous-total                 | Sous-total            | 41          | 6           | -                     | -                     | -                              | -                              | -                              | -           | -           | 1         | 0         | 42    | 6     |
| 2010-2011             | Olympique lyonnais         | Division 1            | 21          | 2           | 4                     | 0                     | C1                             | 6                              | 1                              | -           | -           | -         | -         | 31    | 3     |
| 2011-2012             | Olympique lyonnais         | Division 1            | 22          | 2           | 4                     | 0                     | C1                             | 8                              | 2                              | -           | -           | -         | -         | 34    | 4     |
| 2012-2013             | Olympique lyonnais         | Division 1            | 20          | 0           | 5                     | 0                     | C1                             | 9                              | 2                              | 2           | 1           | -         | -         | 36    | 3     |
| Sous-total            | Sous-total                 | Sous-total            | 59          | 4           | 13                    | 0                     | -                              | 23                             | 5                              | 2           | 1           | -         | -         | 97    | 10    |
| Total sur la carrière | Total sur la carrière      | Total sur la carrière | 241         | 77          | 25                    | 12                    | -                              | 52                             | 12                             | 2           | 1           | 9         | 2         | 329   | 104   |

### En sélection
| Sélection | Année | Statistiques | Statistiques |
| Sélection | Année | Matchs       | Buts         |
| --------- | ----- | ------------ | ------------ |
| France    | 2000  | 6            | 0            |
| France    | 2001  | 15           | 0            |
| France    | 2002  | 11           | 1            |
| France    | 2003  | 14           | 0            |
| France    | 2004  | 11           | 5            |
| France    | 2005  | 12           | 1            |
| France    | 2006  | 14           | 2            |
| France    | 2007  | 11           | 0            |
| France    | 2008  | 7            | 1            |
| France    | 2009  | 10           | 2            |
| France    | 2010  | 10           | 4            |
| France    | 2011  | 19           | 2            |
| France    | 2012  | 16           | 1            |
| Total     | Total | 156          | 19           |

## Palmarès

### Joueuse

#### Collectif
- Vainqueur du Tournoi de Chypre en 2012 avec l'équipe de France
- Vainqueur de la Ligue des Champions en 2011 et 2012 avec l'Olympique lyonnais
- Championne de France en 2004 et 2005 avec le Montpellier HSC ; en 2007, 2008, 2009, 2011, 2012 et 2013 avec l'Olympique lyonnais
- Vainqueur de la Coupe de France en 2006 avec le Montpellier HSC ; en 2008, 2012 et 2013 avec l'Olympique lyonnais
- Vainqueur de la Mobcast Cup en 2012 avec l'Olympique lyonnais

#### Individuel
- Oscar de la meilleure joueuse de D1 en 2004 et en 2008 (trophée UNFP)
- Membre de l'équipe-type de la Coupe du monde féminine de football 2011
- Joueuse du mois de la Women's Professional Soccer : Mai 2009
- Joueuse de la semaine de la Women's Professional Soccer : Semaine 6 (2009), Semaine 4 (2010)
- WPS All-Star : 2009 et 2010

## Palmarès entraîneur

### En club
Olympique lyonnais :
- Vainqueur de la Ligue des Champions en 2022
- Vainqueur du Championnat de France en 2022, 2023 et 2024
- Vainqueur de la Coupe de France en 2023
- Vainqueur du Trophée des championnes en 2022 et 2023
- Vainqueur de l’International Champions Cup en 2022

 Chelsea Ladies
- Championne d'Angleterre en 2025

### Distinctions personnelles
| Pays      | Distinctions      | Catégorie                                          | Date | Résultats |
| --------- | ----------------- | -------------------------------------------------- | ---- | --------- |
| Allemagne | IFFHS Awards      | Meilleure entraîneure d'équipe féminine de l'année | 2022 | Lauréat   |
| France    | Trophée D1 Arkema | Meilleure entraîneure de l'année                   | 2023 | Lauréat   |
| France    | Trophée D1 Arkema | Meilleure entraîneure de l'année                   | 2024 | Lauréat   |

## Notoriété

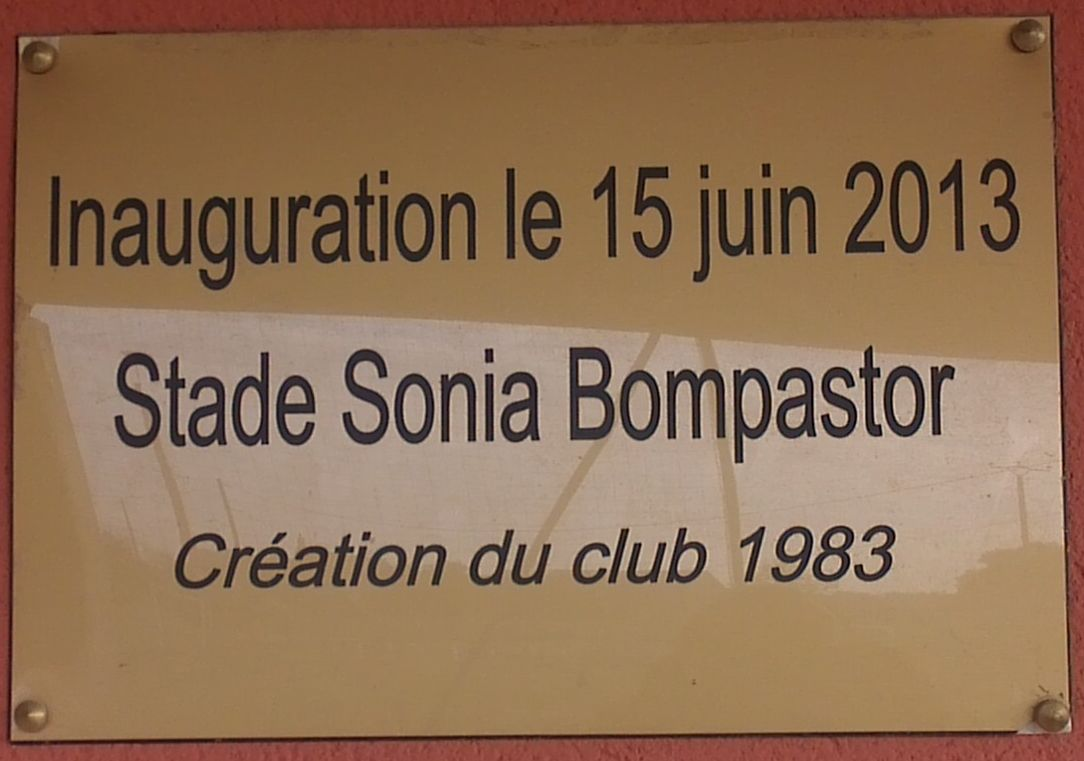
Stade de Football Sonia Bompastor Montreuil-en-Touraine

Le stade de football de Montreuil-en-Touraine a été inauguré le 15 juin 2013. Il porte son nom.